# Prozessmesstechnik
Prozessmesstechnik ist die Messtechnik in technischen Prozessen, insbesondere in verfahrenstechnischen Prozessen. Die Prozessmesstechnik ist Teil der MSR-Technik. Demgegenüber ist die Fertigungsmesstechnik die Messtechnik in der Fertigungstechnik. 

## Zweck
Die Messgeräte der Prozessmesstechnik dienen zur Steuerung und Regelung der technischen Prozesse und gegebenenfalls zu deren Überwachung durch staatliche Aufsichtsbehörden.
Sie messen typischerweise Durchfluss, Füllstand, Temperatur und Druck von Gasen, Flüssigkeiten, Feststoffen und deren Gemischen und seltener Konzentration, pH-Wert und Redox-Potential, aber auch die Messung des Verlaufs von Polymerisationsreaktionen mittels Schallgeschwindigkeitssensoren.

## Besonderheiten
Im Gegensatz zur Labormesstechnik sind die Messgeräte der Prozessmesstechnik besonders robust und messen kontinuierlich.
Die Messgeräte der Prozessmesstechnik werden in Rohrleitungen, Behälter und Apparate eingebaut und sind im R&I-Diagramm verzeichnet.
Im Anlagenbau sind die Messgeräte der Prozessmesstechnik auszulegen und genau zu spezifizieren. Hilfreich sind hierbei Normen und VDI/VDE-Richtlinien.
Wenn sie in explosionsgefährdeten Bereichen eingebaut werden, müssen elektrische Messgeräte spezielle Bedingungen erfüllen, z. B. die Zündschutzart Eigensicherheit. Um eine Explosionsgefahr durch elektrische Funken grundsätzlich zu vermeiden, wurde auf elektrische Hilfsenergie verzichtet und pneumatische Durchfluss-, Füllstands-, Temperatur- und Druckmessgeräte eingesetzt.

## Prozessmesstechnik in der Verfahrenstechnik
In verfahrenstechnischen Anlagen werden die Ausgangssignale dieser Messgeräte in die Schalträume übertragen, z. B. mittels elektrischem oder pneumatischem Einheitssignal oder Profibus PA. Elektrische oder pneumatische Kompaktregler oder ein Prozessleitsystem verarbeiten die Signale der Messgeräte und erzeugen Stellsignale für die Stellgeräte, um auf den Prozess einzuwirken und ihn in der gewünschten Weise zu führen. Stellgeräte sind Stellventile, Stellklappen, Schütze und Frequenzumrichter für Pumpen und Ventilatoren.

## Technische Prozesse, in denen die Prozessmesstechnik eine Rolle spielt (Auswahl)
- Kraftwerke
- Kläranlagen
- Extruder
- Erdölraffinerien
- Pharmaanlagen
- Lebensmittelindustrie

### Bücher
- Messen in der Prozeßtechnik / [Verf. : Reiner Büscher ...], Siemens Aktiengesellschaft, Berlin [u. a.] : Siemens AG, 1972, ISBN 3-8009-1104-3
- Taschenbuch Betriebsmesstechnik / hrsg. von Klaus Götte ..., Berlin : Verlag Technik, 2., stark bearb. Aufl., 1982
- Dietrich Hofmann: Handbuch Meßtechnik und Qualitätssicherung, 3., stark bearb. Aufl., Berlin : Verl. Technik, 1986
- Werner Richter: Grundlagen der elektrischen Messtechnik, 2., bearb. Aufl., Berlin : Verl. Technik, 1988
- Moderne Prozeßmeßtechnik : ein Kompendium / Volkmar Gundelach; Lothar Litz [Hrsg.], Berlin ; Heidelberg [u. a.] : Springer, 1999, ISBN 3-540-63225-5
- Strohrmann, Günther: Messtechnik im Chemiebetrieb : Einführung in das Messen verfahrenstechnischer Größen; 10., durchgesehene Auflage, München : Deutscher Industrieverlag, 2004, ISBN 978-3-8356-7049-5

### VDI/VDE-Richtlinien
- VDI/VDE-Handbuch Prozessmesstechnik und Strukturanalyse

### Zeitschriften
- Regelungstechnische Praxis : rtp : Zeitschrift für Meß- und Automatisierungstechnik mit Softwaretechnik, München : Oldenbourg, 1.1959 - 11.1969; 16.1974,9 - 26.1984
- Automatisierungstechnische Praxis : atp : Praxis der Meß-, Steuerungs-, Regelungs- und Informationstechnik mit Softwaretechnik, München : Oldenbourg, 27.1985 - 51.2009,9
- Atp-Edition : automatisierungstechnische Praxis, 51.2009 - ...
- Messen, Steuern, Regeln : msr ; wissenschaftlich-technische Zeitschrift für die Automatisierungstechnik (1963-1991), München : Oldenbourg, Berlin : Verl. Technik; 6.1963 - 34.1991,6

## Messen
- Leitmesse „Integrated Automation, Motion & Drives“ (IAMD) der Hannover Messe
- ACHEMA
- IFAT (München)

## Verbände
- GMA (VDI/VDE-Gesellschaft Mess- und Automatisierungstechnik)
- NAMUR (Interessengemeinschaft Automatisierungstechnik der Prozessindustrie)

## Ausbildung (Auswahl)
- Institut für Prozessmess- und Sensortechnik der Technischen Universität Ilmenau
- Institut für Prozessmesstechnik und innovative Energiesysteme der Hochschule Mannheim
- Lehrstuhl für Thermische Verfahrenstechnik (TVT) der Technischen Universität Kaiserslautern
- Institut für Mess-, Regel- und Mikrotechnik der Universität Ulm